# Belinda Bidwell
Belinda Bidwell (22 tháng 4 năm 1936 – 28 tháng 4 năm 2007) là nữ diễn giả đầu tiên của Quốc hội Gambia.Năm 2002, Bidwell, người trước đây là giáo viên, được đề cử phục vụ tại Quốc hội, và bà trở thành phó diễn giả. Vào tháng 4 năm 2006, sau một nỗ lực đảo chính vào tháng 3, Người phát ngôn Cảnh sát trưởng Mustapha Dibba đã bị bắt và bị loại khỏi chức vụ của mình vì cáo buộc có liên quan, và Bidwell trở thành diễn giả.
Bidwell qua đời vì một cơn đau tim vào tháng 4 năm 2007. Bà đã sống sót nhờ người chồng James Ndow, ba con trai và hai con gái.

## Thơ ấu
Bidwell là con gái thứ hai của Gabriel và Julian Faal Faal Matilde, sinh ngày 22 tháng 4 năm 1936. Chị gái và cha bà đã hoạt động chính trị trong đảng Liên minh tái định hướng và xây dựng yêu nước. Bà được giáo dục tiểu học tại Saint Joseph Convent, giáo dục đại học tại Gambia College và tốt nghiệp tại Đại học Oxford ở Anh. Sau khi hoàn thành giáo dục, bà phục vụ như một giáo viên tại St. Joseph Convent, Trường trung học cơ sở St. Augustine và Cao đẳng Gambia. Bà có nhiều bằng cấp về Toán học và bảo vệ môi trường từ Đại học Chicago, Hoa Kỳ, Đại học Reading ở Anh và tại các trường đại học khác ở Úc, Liên Xô và Đức. Bà đã kết hôn với James Ndow và cặp đôi có ba con trai và hai con gái.

## Sự nghiệp chính trị
Bidwell được đề cử phục vụ tại Quốc hội năm 2002 bởi Liên minh tái định cư và xây dựng yêu nước, và bà tiếp tục trở thành phó diễn giả. Vào tháng 4 năm 2006, sau một nỗ lực đảo chính vào tháng 3, Người phát ngôn Cảnh sát trưởng Mustapha Dibba đã bị bắt và bị loại khỏi chức vị của mình vì cáo buộc liên quan, và Bidwell trở thành diễn giả. Fatoumatta Jahumpa Ceesay đã thay thế Bidwell làm diễn giả vào tháng 2 năm 2007, Bidwell chết vì một cơn đau tim vào tháng 4 năm 2007.